# T. B. W. Reid
Thomas Bertram Wallace Reid (* 10. Juli 1901 in Armagh; † 30. August 1981) war ein britischer Romanist.

## Leben
Thomas Bertram Wallace Reid war (als Nachfolger von Mildred K. Pope) Professor für romanische Philologie in Manchester und von 1958 bis 1968 als Nachfolger von Alfred Ewert Professor in Oxford. Dort folgte ihm Stephen Ullmann nach.

## Werke
- (Hrsg.) Yvain (le Chevalier au lion). The critical text of Wendelin Foerster with introduction, notes and glossary, Manchester 1942
- (Hrsg.) Twelve fabliaux from Ms F. Fr. 19152 of the Bibliothèque nationale, Manchester 1958
- Historical philology and linguistic science. An inaugural lecture delivered before the University of Oxford on 10 November 1959, Oxford 1960
- The Tristan of Beroul. A textual commentary, Oxford 1972
- (Zusammen mit William Rothwell und Louise W. Stone) Anglo-Norman Dictionary, hrsg. von  William Rothwell (1963–1992), †Louise W. Stone (1947–1973), †T.B.W. Reid (1973–1981) with the assistance of Dafydd Evans (F–Q), Stewart Gregory (R–Z), D.A.Trotter (R–Z), †Paul Staniforth (R–S), 7 Bde., London 1977–1992